# Афинская полития (Аристотель)
«Афи́нская полити́я» (др.-греч. Ἀθηναίων πολιτεία) — трактат о государственном устройстве Афин, часть обширного труда Аристотеля, так называемых «Политий», содержавшего в себе историю и описание строя не менее 158 государств, греческих и «варварских». Является одним из двух сохранившихся от древности трактатов с этим названием (помимо «Афинской политии» Псевдо-Ксенофонта).

## Обнаружение текстов и проблема авторства
В древности и в начале нашей эры на эти «Политии» часто ссылались, в особенности лексикографы — Гарпократион, Поллукс и другие; затем — по-видимому, между VI и IX веками — они были утрачены и до конца XIX века были известны лишь по ссылкам и фрагментам, которые не раз собирались и издавались (наиболее полное издание их дал Розе, в «Bibliotheca Teubneriana», 1886 год и в V томе «Aristot. Opera», издание Берлинской академии наук).
В 1880 году были опубликованы их новые отрывки, именно из «Афинской политии», оказавшиеся на берлинском папирусе (163), приобретённом в Фаюме.
В 1890 году среди коллекции папирусов Британского музея, приобретённой в Египте Эрнстом Альфредом Уоллисом Баджем, был найден почти полный текст «Афинской политии». В январе 1891 года он был впервые издан Фредериком Кеньоном, который в то время работал ассистентом в отделении рукописей в Британском музее.
Текст написан на оборотной стороне папируса, на лицевой стороне которого находится счёт прихода и расхода какого-то управляющего, помеченный 11-м годом царствования Веспасиана, то есть 78—79 годами н. э. Начало трактата утрачено (текст начинается с обрывка фразы, касающейся килоновой смуты); нет ни заглавия, ни имени автора; но из совпадения большей части ранее известных фрагментов «Политии» с опубликованным Кенионом текстом видно, что этот текст — «Афинская полития». Из имеющихся в тексте указаний можно заключить, что она составлена между 329/328 и 325/324 или 324/323 годами до н. э. О том, что эта «Полития», как и другие — произведение Аристотеля, свидетельствует общая традиция древности, начиная с поколения, непосредственно следовавшего за Аристотелем и до византийских времён.
По мнению ряда учёных, труд написан учеником Аристотеля около 330 года до н. э.. Некоторые черты, на которые указывали скептики, находят себе так или иначе объяснение и не исключают авторства Аристотеля. Принимая последнее, необходимо, однако, допустить и некоторую долю участия учеников Аристотеля в составлении такого обширного труда, как «Политии»; это участие могло выразиться преимущественно в сборе материала. Мартин Оствальд, известный исследователь истории древних Афин, писал по этому поводу так:  «Я рассматриваю эти аргументы как неубедительные и предпочитаю считать автором «Афинской политии» того, кому традиция приписывает авторство. Далее, так как аутентичность этого сочинения бесспорна, для целей исторического исследования несущественно, сам ли Аристотель был его автором или нет».

## Содержание
По своему содержанию «Афинская полития» Аристотеля делится на две части: историческую и систематическую. Первая содержит историю афинского государственного строя до конца V века и кончая восстановлением демократии в 403 году до н. э. (гл. 1—41), вторая — описание самого строя, каким он был во время Аристотеля, в IV веке до н. э. Таким образом, «Полития» является тем произведением древности, в котором впервые обнаруживается связная история и связное описание афинского государственного строя; она раскрывает постепенное, органическое его развитие.
По «Политии», падение монархии и переход к аристократии совершается медленно, с необыкновенной последовательностью: архонт, первоначально менее важное лицо, занимавшее третье место, постепенно возвышается до положения первенствующего, становится выше не только полемарха, но и самого басилевса, советником и помощником которого он, может быть, первоначально был, а басилевс из монарха превращается во второстепенное лицо, во второго архонта, заведующего преимущественно делами культа. Формальной отмены царской власти тут нет: это — эволюция, а не революция.
Затем постепенно демократия занимает место аристократии. Многое из того, что приписывалось Солону и считалось нововведением, по «Политии» оказывается существовавшим и до него. Тиран Писистрат во многом является продолжателем и даже завершителем дела Солона, а в истории внешнего могущества Афин — предшественником вождей демократии V века.
Клисфенова реформа является дальнейшим развитием принципов, которые в зачатке существовали и раньше. Постепенно совершается демократизация Афин после Клисфена; в последующем строе Афин сохраняются пережитки старого, как, например, двойной жребий и тому подобное; постепенно открывается доступ к должностям для низших классов. Сам Перикл оказывается вовсе не таким новатором, каким его иногда изображали (например, М. Дункер).
В целом, «Полития» ясно показывает, что афинская демократия была чисто народным созданием, а не результатом честолюбия и интриг отдельных личностей. В этом раскрытии постепенности, органичности развития афинского строя состоит общее значение открытого памятника.
Кроме того, «Афинская полития» дала ряд новых фактов и пролила свет на многие вопросы, особенно в первой, исторической части (вторая часть содержит меньше нового, так как самое существенное было известно и раньше, благодаря цитатам лексикографов и других писателей древности). Таковы сообщения относительно падения царской власти в Афинах и возникновении архонтата, о смутах после Солона, о жребии, о роли совета, о нововведениях середины V века, об олигархических проектах 411 года, о соглашении демократов и сторонников Тридцати в 403 году и так далее.
«Полития» решила спор о солоновой сисахфии и её сущности; выяснила принцип, который лег в основание клисфенова деления на филы, триттии и демы, роль этих триттий; дала ряд хронологических дат, в том числе и дату эфиальтовой реформы ареопага. Многие моменты и подробности в истории афинской демократии она представила нам в новом виде. С её открытием многие гипотезы рушились; другие получили неожиданное подтверждение.
Правда, не все сообщения «Политии» внушают доверие; например, одно из самых интересных её свидетельств — о драконовских законах — одни считают весьма важным, а другие — нелепостью, явным анахронизмом. Последние указывают на сходство этих законов с олигархическими проектами 411 года, причём, ввиду некоторого противоречия с остальным текстом трактата, высказывались даже предположения, что эта глава вставлена в текст «Политии» позже, самим Аристотелем (Виламовиц, В. А. Шеффер) или даже интерполятором (Т. Рейнах, В. П. Бузескул).
Влиянию Аристида, которого «Полития» выставляет вождём чистой демократии, «положившим начало тому, что Эфиальт довершил», неправильно приписывается массовое переселение граждан в город и начало содержания их на счёт государства: одно лицо выставлено здесь виновником сложного процесса, и ко времени Аристида отнесено то, что характеризует периклову и последующие эпохи. Пикантный анекдот о роли Фемистокла в деле реформы ареопага (глава 25) совершенно противоречит остальным свидетельствам и хронологии.
Во многих случаях в основе сообщений «Политии» лежит источник более или менее тенденциозный и враждебный демократии, хотя в общем взгляды Аристотеля и здесь умеренны и напоминают его взгляды в «Политике». Он относится с большим сочувствием к Солону, хорошо отзывается о Писистрате (как покровителе сельского класса), враждебен, однако, Аристиду (как вождю чистой демократии), очень холоден к Периклу; лучшими политическими деятелями «после древних» называет Никия, Фукидида (Алопекского) и даже Ферамена, которого защищает от упрёков в ниспровержении всех форм правления. Вообще он относится сочувственно к вождям аристократической партии, не будучи, однако, сторонником крайней олигархии; его симпатии на стороне середины.
В «Политии» встречаются иногда излишние, мелкие подробности и отсутствуют более важные сведения. Несмотря на все это, с её открытием изучение внутренней истории Афин вступило в новую фазу; историю афинской демократии пришлось во многом переделывать, некоторые научные труды по этой тематике, вышедшие в свет до 1891 года, сразу оказались устаревшими.

### Издания
- Aristotelis Athenaion Politeia. Edidit M. Chambers. Leipzig: Bibliotheca Teubneriana, 1986.

### Переводы
- Аристотель. Афинская полития. Пер. С. И. Радцига. М., Л., 1936. (Переиздание: М., 2007).

### Исследования, комментарии, обзоры
- Бузескул В. П. Афинская полития Аристотеля, как источник для истории государственного строя Афин до конца V в. — Х.: тип. Зильберберга, 1895.
- Бузескул В. П. Афинская Полития // Энциклопедический словарь Брокгауза и Ефрона : в 86 т. (82 т. и 4 доп.). — СПб., 1890—1907.
- Доватур А. И. Политика и Политии Аристотеля. — М., Л., 1965. — Отдел II.
- Дойель Л. Завещанное временем. Поиски памятников письменности. — М., 1980. — С. 121—179.
- Радциг С. И. Введение // Аристотель. Афинская полития. — М.—Л., 1936. — С. 5—26. (Переиздание: М., 2007. С. 116—128).
- Эндрюс А. Рост Афинского государства // Кембриджская история Древнего мира. — Т. III, ч. 3. — С. 452—454.